# The Secret Life of Us
The Secret Life of Us es una popular y exitosa serie australiana estrenada el 16 de julio de 2001 por la cadena Network Ten y finalizando sus transmisiones el 28 de diciembre de 2005.
El programa fue creado por John Edwards y Amanda Higgs, y contó con la participación invitada de los actores Barry Otto, Chris Vance, Anna Torv, Andy McPhee, Ben Mendelsohn, Nicholas Bell, Geoff Morrell, Catherine McClements, Damian Walshe-Howling, Kim Gyngell, Gigi Edgley, Nadine Garner, Brett Cousins, Natalie Saleeba, Sandy Winton, Tottie Goldsmith, entre otros...
La serie se centra en ocho jóvenes que comparten un apartamento y que buscan la misma cosa: el amor, sexo, romance y el éxito, el único problema que tienen es que no saben cómo obtener todo eso.

## Historia
La serie sigue las vidas de un grupo de amigos que se encuentran entre sus 20 y 30 años que viven en un bloque de pisos de un departamento ubicado en St Kilda, y cómo cada uno de ellos enfrentan las situaciones que les presenta la vida, buscan un trabajo por sí mismos, manejan el desarrollo de su vida social, profesional y familiar, pero que siguen una regla: todos los caminos los llevan de nuevo a sus amigos.

## Personajes
| Actor              | Personaje             | Ocupación  | N.º de episodios | Temporada   |
| ------------------ | --------------------- | ---------- | ---------------- | ----------- |
| Deborah Mailman    | Kelly Lewis           | Estudiante | 88               | 2001 - 2005 |
| David Tredinnick   | Simon Trader          | -          | 86               | 2001 - 2005 |
| Samuel Johnson     | Evan Wylde            | Escritor   | 72               | 2001 - 2005 |
| Michael Dorman     | Christian Hayden      | -          | 46               | 2002 - 2005 |
| Sullivan Stapleton | Justin Davies         | -          | 24               | 2003 - 2005 |
| Brooke Harman      | Bree Sanzaro          | -          | 20               | 2004 - 2005 |
| Stephen Curry      | Stuart "Stu" Woodcock | -          | 20               | 2004 - 2005 |
| Anna Torv          | Nikki Martel          | -          | 20               | 2004 - 2005 |
| Nicholas Coghlan   | Adam Beckwith         | -          | 20               | 2004 - 2005 |
| Alexandra Schepisi | Lucy Beckwith         | -          | 20               | 2004 - 2005 |
| Rhys Muldoon       | Frank Goodman         | -          | 19               | 2003 - 2005 |

### Personajes Recurrentes
| Actor           | Personaje       | Ocupación | N.º de episodios | Duración    |
| --------------- | --------------- | --------- | ---------------- | ----------- |
| Diana Glenn     | Jemima Taylor   | -         | 14               | 2002 - 2005 |
| Rhys Muldoon    | Frank Goodman   | -         | 19               | 2003 - 2005 |
| Ryan Johnson    | Zelko Milanovic | -         | 10               | 2005        |
| Aaron Pedersen  | Corey Mailins   | -         | 9                | 2005        |
| Jonathon Dutton | Jeff            | -         | 9                | 2005        |

### Antiguos Personajes
| Actor              | Personaje                 | Ocupación | N.º de episodios | Duración    |
| ------------------ | ------------------------- | --------- | ---------------- | ----------- |
| Sibylla Budd       | Gabrielle Kovich          | -         | 66               | 2001 - 2003 |
| Spencer McLaren    | Richie Blake              | -         | 64               | 2001 - 2003 |
| Abi Tucker         | Miranda Lang              | -         | 56               | 2001 - 2003 |
| Claudia Karvan     | Dra. Alex Christensen     | Doctora   | 53               | 2001 - 2003 |
| Damian de Montemas | Jason Kennedy             | -         | 44               | 2001 - 2002 |
| Joel Edgerton      | William "Will" McGill     | -         | 31               | 2001 - 2002 |
| Todd MacDonald     | Nathan Leiberman          | -         | 25               | 2001 - 2003 |
| Nina Liu           | Chloe                     | -         | 22               | 2003        |
| Dan Spielman       | Dr. Patrick Tidy          | Doctor    | 22               | 2003        |
| Vince Colosimo     | Dr. Anthony "Rex" Mariani | Doctor    | 19               | 2002 - 2003 |
| Jessica Gower      | Sam                       | -         | 15               | 2001        |
| Gigi Edgley        | George                    | -         | 14               | 2003        |
| Jacek Koman        | Dominic                   | -         | 14               | 2002        |
| Nathan Page        | Charlie                   | -         | 12               | 2003        |
| Alice Garner       | Caitlin                   | -         | 11               | 2001 - 2002 |

## Premios y nominaciones[1]
| Año  | Categoría                                                                      | Premio             | Nominado (a)                | Resultado |
| ---- | ------------------------------------------------------------------------------ | ------------------ | --------------------------- | --------- |
| 2005 | Most Outstanding Drama Series                                                  | Silver Logie Award | The Secret Life of Us       | Nominado  |
| 2004 | Most Outstanding Actress in a Drama Series                                     | Silver Logie Award | Claudia Karvan              | Nominada  |
| 2004 | Most Outstanding Actress in a Drama Series                                     | Silver Logie Award | Deborah Mailman             | Ganó      |
| 2004 | Most Outstanding Drama Series                                                  | Silver Logie Award | The Secret Life of Us       | Nominado  |
| 2004 | Best Music for a Television Series or Serial                                   | Screen Music Award | Chris Pettifer              | Nominada  |
| 2003 | Best Actress in a Leading Role in a Television Drama or Comedy                 | AFI Award          | Deborah Mailman             | Nominada  |
| 2003 | Best Actress in a Leading Role in a Television Drama or Comedy                 | AFI Award          | Claudia Karvan              | Nominada  |
| 2003 | Best Television Drama Series                                                   | AFI Award          | Amanda Higgs                | Nominada  |
| 2003 | Best Actor in a Supporting or Guest Role in a Television Drama or Comedy       | AFI Award          | Damien Richardson           | Nominada  |
| 2003 | Most Outstanding Actress in a Drama Series                                     | Silver Logie Award | Claudia Karvan              | Ganó      |
| 2003 | Most Popular New Male Talent                                                   | Logie Award        | Michael Dorman              | Nominado  |
| 2003 | Most Outstanding Drama Series                                                  | Silver Logie Award | The Secret Life of Us       | Ganó      |
| 2003 | Best Original Soundtrack Album                                                 | ARIA Music Award   | -                           | Nominado  |
| 2002 | Television - Series                                                            | AWGIE Award        | Andrew Kelly                | Ganó      |
| 2002 | Most Popular Actor                                                             | Silver Logie Award | Samuel Johnson              | Nominado  |
| 2002 | Most Popular Actress                                                           | Silver Logie Award | Claudia Karvan              | Nominada  |
| 2002 | Most Outstanding Actor                                                         | Silver Logie Award | Joel Edgerton               | Nominado  |
| 2002 | Most Outstanding Actress                                                       | Silver Logie Award | Deborah Mailman             | Ganó      |
| 2002 | Most Outstanding Actress                                                       | Silver Logie Award | Claudia Karvan              | Nominada  |
| 2002 | Most Popular Program                                                           | Silver Logie Award | The Secret Life of Us       | Nominado  |
| 2002 | Best Actor in a Leading Role in a Television Drama                             | AFI Award          | Joel Edgerton               | Ganó      |
| 2002 | Best Actress in a Leading Role in a Television Drama                           | AFI Award          | Claudia Karvan              | Nominada  |
| 2002 | Best Direction in a Television Drama                                           | AFI Award          | Richard Jasek               | Nominado  |
| 2002 | Best Screenplay in a Television Drama                                          | AFI Award          | Christopher Lee             | Nominado  |
| 2002 | Best Television Drama Series                                                   | AFI Award          | Amanda Higgs                | Nominada  |
| 2001 | Best Actor in a Guest Role in a Television Drama Series                        | AFI Award          | Damian Walshe-Howling       | Nominado  |
| 2001 | Best Actress in a Guest Role in a Television Drama Series                      | AFI Award          | Catherine McClements        | Ganó      |
| 2001 | Best Actor in a Leading Role in a Television Drama Series                      | AFI Award          | Samuel Johnson              | Ganó      |
| 2001 | Best Actress in a Leading Role in a Television Drama Series                    | AFI Award          | Claudia Karvan              | Nominada  |
| 2001 | Best Direction in a Television Drama                                           | AFI Award          | Roger Hodgman               | Nominado  |
| 2001 | Best Episode in a Television Drama Series                                      | AFI Award          | John Edwards & Amanda Higgs | Nominados |
| 2000 | Best Performance by an Actor in a Leading Role in a Telefeature or Mini-Series | AFI Award          | Joel Edgerton               | Nominado  |

## Producción
La serie fue creada y producida por John Edwards & Amanda Higgs. 
Contó con la participación en la dirección de Lynn-Maree Danzey, Cate Shortland, Stuart McDonald, Kate Dennis, Daniel Nettheim, Roger Hodgman, Kate Dennis, Claudia Karvan, Ana Kokkinos, Daina Reid y Shawn Seet. También contó con la participación de los escritores: Christopher Lee, Judi McCrossin, David Ogilvy, Tony McNamara, Elizabeth Coleman, Andrew Kelly, Roger Monk, Liz Doran, Michael Miller, Jacquelin Perske y Hamish Wright.
El programa obtuvo una calificación de R16 en Nueva Zelanda por el contenido de lenguaje ofensivo y las escenas de sexo.

### Cancelación
La producción de la serie terminó en el 2004 al finalizar la cuarta temporada, se había tomado la decisión de terminar la serie después de los tres primeros episodios de la cuarta temporada debido a los bajos raitings que la serie había comenzado a tener después de la salida de varios personajes principales y la introducción de nuevos durante la tercera temporada, finalmente en el 2005 se transmitieron los episodios restantes de la última temporada.

### DVD
El 10 de noviembre de 2010 se lanzó un DVD con la temporada completa de la serie (88 episodios), el paquete estaba conformado por 25 discos. El DVD trajo características especiales como:  el documental detrás de escenas "The Secret Life of The Secret Life of Us", entrevistas con los actores Claudia Karvan, Joel Edgerton, Judi McCrossin, Spencer McClaren, David Tredinnick, Deborah Mailman, Sibylla Budd, Damian de Montemas, así como una entrevista exclusiva con Samuel Johnson, Abi Tucker y una galería de fotos.

### Distribución internacional
La serie se ha transmitido en otros países como:
| País           | Cadena                | Fecha de Inicio | Fecha de Finalización |
| -------------- | --------------------- | --------------- | --------------------- |
| Canadá         | SuperChannel3         | -               | -                     |
| Estados Unidos | Hulu                  | -               | -                     |
| Estonia        | ETV & Kanal 11        | -               | -                     |
| Francia        | Canal Plus & France 4 | -               | -                     |
| Irlanda        | RTÉ Two               | -               | -                     |
| Israel         | Channel 2             | -               | -                     |
| Países Bajos   | Yorin                 | -               | -                     |
| Noruega        | NRK                   | -               | -                     |
| Nueva Zelanda  | TV3                   | -               | -                     |
| Rusia          | TNT & Muz TV          | -               | -                     |
| Serbia         | B92 & TV Avala        | -               | -                     |